# Koparski zaljev
Koparski zaljev (slovenski: Koprski zaliv, talijanski: Golfo di Capodistria) je široka morska uvala koja se nalazi na jugoistočnoj strani Tršćanskoga zaljeva, između Miljskoga i Piranskoga poluotoka.

## Ime
Zaljev je dobio ime po gradu Kopru koji je smješten na obali zaljeva. Na slovenskome zaljev se zove Koprski zaliv, a na talijanskome Golfo di Capodistria.

## Smještaj
Zaljev se prostire isključivo na slovenskome teritoriju, te se prostire od rta Debeli Rtič kraj Milja do rta Madone kraj Pirana. koji je i također najsjevernija točka Savudrijske vale (Piranskoga zaljeva). Na sjevernoj obali zaljeva nalaze se gradovi Kopar, Izola i Piran te mjesta Ankaran, Bertoki, Jagodje, Dobrava i Strunjan. 

## Karakteristike
Uglavnom je plitak te mu u prosjeku dubina ne prelazi 20 metara. Zaljev je potopljena riječna dolin koja je nastala nakon posljednje oledbe. U unutrašnjosti se nastavlja u nisko akumulacijsko dno rijeke Glinščice i Osapske rijeke. Akumulacijski dio zaljeva znatno je preoblikovan, prvotno radi solana (tršćanske, žavljanske), a poslije radi industrijske zone (Žavlje, Štramar) i urbanizacije (Trst, Milje). Sjeverno obalu uvale zauzima tršćansko pristanište.